# Александар Кісьов
Александар Кісьов (болг. Александър Николов Кисьов; нар. 10 червня 1879, Елена) — 26 грудня 1964, Софія — болгарський офіцер (генерал кавалерії).

## Біографія
Народився 10 червня 1879 в місті Елена.
1898 закінчив Військове училище в Софії і 1899 отримав звання лейтенанта.
Як молодший офіцер, призначений на посаду в ескадроні лейб-гвардії, де 1903 отримав звання старшого лейтенанта.
Незабаром відряджений до Франції, де закінчив Військову академію 1906. 31 грудня 1906 випускався як капітан. 1907–1908 служив у почті царя Фердинанда I як військовий наставник Бориса III.
У період з 1910 по 1911 був військовим аташе в Белграді.
2 серпня 1912 отримав звання майора, а потім в період з 1912 по 1913 — військовий аташе в Бухаресті.

## Вітчизняна війна (1913)
Під час Другої Балканської війни (1913) є керівником оперативного відділу в штабі об'єднаної 4-ї і 5-ї армій. Після встановлення миру в Бухаресті, в період з липня 1913 — по грудень 1913 був членом комісії по кордону з Сербією.
У 1914–1915 служив в лейб-гвардії кавалерійського полку, а потім інспектором у військовій школі. 15 серпня 1915 отримав звання підполковника.

## Перша світова війна (1915—1918)
Під час Першої світової війни (1915–1918) був начальником Бургаського контрольно-пропускного пункту і в війні проти Румунії в 1916 був начальником штабу кінної дивізії генерал-майора Івана Колева. 14 жовтня 1917 отримав чин полковника. У період з 1918 по 1922 був начальником кавалерійської школи, начальником оперативного відділу штабу армії і командиром 1-ї піхотної бригади. З 1919 по 1930 очолював жандармерію.
26 березня 1925 отримав звання генерал-майора, а 15 травня 1930 звання генерал-лейтенанта. З 31 січня 1931 по 9 травня 1934 був призначений військовим міністром. 9 травня 1934 отримав звання генерала кавалерії і звільнений з армії.
Помер 26 грудня 1964 в Софії.

## Нагороди
- Орден «За хоробрість» II ступеня
- Орден «Святий Олександр» II ступеня без мечів, V ступеня з мечами посередині
- Орден «За військову заслуги» I ступеня
- Орден «Залізного хреста» II ступеня (Німеччина)